# Heterischnus nigricollis
Heterischnus nigricollis är en stekelart som först beskrevs av Wesmael 1845.  Heterischnus nigricollis ingår i släktet Heterischnus och familjen brokparasitsteklar. Arten är reproducerande i Sverige. Inga underarter finns listade i Catalogue of Life.